# Baaeed
Baaeed est un cheval de course pur-sang anglais né le 8 avril 2018, participant aux courses de plat. Propriété de son éleveur Shadwell, l'écurie de Cheikh Hamdam Al Maktoum, il est  entrainé au Royaume-Uni par William Haggas et monté par le jockey Jim Crowley. Vainqueur de dix de ses onze courses, il est élu cheval de l'année en Europe en 2022.

## Carrière
Baaeed débute extrêmement tard sa carrière, au mois de juin de ses 3 ans, directement par une victoire dans une course pour inédits sur l'hippodrome de Leicester. Impressionnant lors de sa deuxième sortie victorieuse (par 7 longueurs et demi, dans une course à conditions à Newmarket) il grimpe rapidement de niveau en signant un premier succès au niveau "black type" dans une Listed Race, les Sir Henry Cecil Stakes. Sa réputation grandissante lui vaut d'être surveillé de près pour son premier essai au niveau des courses de groupe dans les Thoroughbred Stakes où il ne déçoit pas, s'imposant par six longueurs et demi et s'ouvrant la porte des groupe 1. Sa première tentative à ce niveau a lieu en France. dans le Prix du Moulin de Longchamp et c'est un franc succès, il bat notamment un lot de quatre ans parmi lesquels le lauréat de la Poule d'Essai des Poulains en 2020, Victor Ludorum ainsi que le tenant du titre de la Breeder's Cup Mile, Order of Australia. Mais tous doivent baisser pavillon devant Baaeed, qui reste invaincu.
Il reste toutefois à Baaeed à prouver qu'il est le meilleur miler d'Europe et cela passe par une confrontation avec celui qui l'est officiellement, Palace Pier, vainqueur de cinq groupe 1 sur la distance, dont un doublé dans le Prix Jacques le Marois, et lui aussi invaincu cette saison. Le match a lieu le 16 octobre 2021 sur l'hippodrome d'Ascot dans les Queen Elisabeth II Stakes, théâtre de la seule défaite de Palace Pier l'année passée. Son tombeur du jour, The Revenant, est de la partie, ainsi que la classique Mother Earth, lauréate des 1000 Guinées et du Prix Rotschild ou encore Alcohol Free (Coronation Stakes, Sussex Stakes). Comme on pouvait s'y attendre, Palace Pier, monté par Lanfranco Dettori et Baaeed, monté par Jim Crowley se retrouvent à la lutte, et c'est le 3 ans qui a le dernier mot, d'une encolure devant son aîné. Quatre mois après ses débuts en compétitions, Baaeed conserve donc son invincibilité.
Tandis que Palace Pier est parti goûter aux joies de la reproduction, Baaeed reprend la compétition en mai 2020 dans les Lockinge Stakes où il s'impose comme à la parade, avec beaucoup de marge. Baaeed continue sa folle lancée en enlevant un quatrième groupe I dans les Queen Anne Stakes à Newmarket confirmant sa place de meilleur cheval du monde en 2022. Alors que son entraîneur William Haggas annonce que le cheval va monter en distance et disputer les International Stakes sur les 2 000 mètres de York, Baaeed se produit encore une fois sur le mile de Goodwood, dans les Sussex Stakes où lui sont opposé la tenante du titre Alcohol Free, qui vient de faire étalage de sa vitesse en s'adjugeant la July Cup, et l'excellent 3 ans Modern Games (Breeders' Cup Juvenile Turf, Poule d'Essai des Poulains) : il n'en fait qu'une bouchée. Mais le meilleur est encore à venir. Non seulement les 2 000 mètres des International Stakes ne l'effraient pas (après tout, son pedigree offre des garanties en termes de tenue), mais le crack réalise sa meilleure performance en pulvérisant de six grandes longueurs une opposition plus que solide, emmenée par le tenant du titre Mishriff et le talentueux 3 ans Native Trail. Une telle démonstration affole les ratings, et Baaeed hérite d'un 135 de la part de la FIAH, et d'un 137 chez Timeform, soit la meilleure marque en Europe depuis un certain Frankel. Après qu'a été un temps caressée l'idée d'une participation au Prix de l'Arc de Triomphe (dont il est aussitôt promu le grand favori), Baaeed est orienté vers les Champion Stakes pour faire ses adieux à la piste. Coup de tonnerre à Ascot le 15 octobre. Baeed, qui malgré une côte de 1/5 chez les bookmakers et une confiance de son entourage, ne peut faire mieux que quatrième. Il entre alors au haras avec certes un palmarès extraordinaire, certes des victoires mémorables qui continuent de faire de lui un cheval hors normes, certes un titre de Cheval de l'année en Europe 2022 mais sans ce "petit truc en plus" qu'est l'invincibilité d'un Frankel ou d'une Zarkava et qui l'aurait mythifié pour toujours. 

### Résumé de carrière
| Date        | Hippodrome  | Pays        | Course                      | Statut      | Distance    | Jockey      | Place       | Écart       | Vainqueur ou deuxième | Temps       |
| 2021, 3 ans | 2021, 3 ans | 2021, 3 ans | 2021, 3 ans                 | 2021, 3 ans | 2021, 3 ans | 2021, 3 ans | 2021, 3 ans | 2021, 3 ans | 2021, 3 ans           | 2021, 3 ans |
| ----------- | ----------- | ----------- | --------------------------- | ----------- | ----------- | ----------- | ----------- | ----------- | --------------------- | ----------- |
| 7 juin      | Leicester   | Royaume-Uni | Maiden Stakes               |             | 1 600 m     | D. O'Neill  | 1er / 14    | 1 ¼         | Tamaamm               | 1'43"60     |
| 19 juin     | Newmarket   | Royaume-Uni | Novice Stakes               |             | 1 600 m     | D. O'Neill  | 1er / 10    | 7 ½         | Komachi               | 1'38"72     |
| 8 juillet   | Newmarket   | Royaume-Uni | Sir Henry Cecil Stakes      | Listed      | 1 600 m     | J. Crowley  | 1er / 5     | 4           | El Drama              | 1'36"95     |
| 30 juillet  | Goodwood    | Royaume-Uni | Thoroughbred Stakes         | Gr. 3       | 1 600 m     | J. Crowley  | 1er / 7     | 6 ½         | Maximal               | 1'41"20     |
| 5 septembre | Longchamp   | France      | Prix du Moulin de Longchamp | Gr. 1       | 1 600 m     | J. Crowley  | 1er / 6     | 1 ¼         | Order of Australia    | 1'39"13     |
| 16 octobre  | Ascot       | Royaume-Uni | Queen Elisabeth II Stakes   | Gr. 1       | 1 600 m     | J. Crowley  | 1er / 10    | enc.        | Palace Pier           | 1'42"57     |
| 2022, 4 ans |             |             |                             |             |             |             |             |             |                       |             |
| 14 mai      | Newbury     | Royaume-Uni | Lockinge Stakes             | Gr. 1       | 1 600 m     | J. Crowley  | 1er / 9     | 2 ½         | Real World            | 1'35"71     |
| 14 juin     | Newmarket   | Royaume-Uni | Queen Anne Stakes           | Gr. 1       | 1 600 m     | J. Crowley  | 1er / 9     | 1 ¾         | Real World            | 1'37"76     |
| 27 juillet  | Goodwood    | Royaume-Uni | Sussex Stakes               | Gr. 1       | 1 600 m     | J. Crowley  | 1er / 7     | 1 ½         | Modern Games          | 1'37"74     |
| 17 août     | York        | Royaume-Uni | International Stakes        | Gr. 1       | 2 000 m     | J. Crowley  | 1er / 6     | 6 ½         | Mishriff              | 2'09"30     |
| 15 octobre  | Ascot       | Royaume-Uni | Champion Stakes             | Gr. 1       | 2 000 m     | J. Crowley  | 4e / 9      | 1 ¾         | Bay Bridge            | 2'09"46     |

## Au haras
Baaeed rejoint le haras de Shadwell, dans le Norfolk, pour la saison de monte 2023, proposant ses services à £ 80 000. 

## Origines
Élevé par Shadwell, Baaeed est issu du crack et grand étalon Sea the Stars, dont les produits s'illustrent davantage sur les distances plus longues et d'une fille de Kingmambo placée de Listed et qui s'est déjà illustrée au haras en donnant l'excellent Hukum, lui aussi par Sea the Stars, classé quatrième meilleur cheval du monde en 2023, vainqueur des King George VI & Queen Elizabeth Stakes, de la Coronation Cup, de la Dubaï City of Gold, des Geoffrey Freer Stakes et des Cumberland Lodge Stakes. Baaeed se recommande de sa deuxième mère, Lahudood (par Singspiel), lauréate de la Breeders' Cup Filly & Mare Turf et du Flower Bowl Invitational Handicap aux États-Unis après une carrière en France où elle prit des accessits au niveau des groupe 2 dans les Prix de Malleret et de Royallieu. Cette souche Shadwell est celle de la jument-base Height of Fashion, une poulinière issue de l'élevage de la reine d'Angleterre. Acquise par le Cheikh Maktoum pour 1,5 million de livres, elle remporta les Princess of Wales's Stakes (Gr.2), avant de s'avérer une exceptionnelle poulinière, mère entre autres du crack Nashwan, poursuivant ainsi la lignée de sa mère la championne Highclere.

### Pedigree
| Origines de Baaeed (GB), mâle bai né en 2018 | Origines de Baaeed (GB), mâle bai né en 2018 | Origines de Baaeed (GB), mâle bai né en 2018 | Origines de Baaeed (GB), mâle bai né en 2018 |
| -------------------------------------------- | -------------------------------------------- | -------------------------------------------- | -------------------------------------------- |
| Père Sea The Stars 2006                      | Cape Cross 1994                              | Green Desert                                 | Danzig                                       |
| Père Sea The Stars 2006                      | Cape Cross 1994                              | Green Desert                                 | Foreign Courier                              |
| Père Sea The Stars 2006                      | Cape Cross 1994                              | Park Appeal                                  | Ahonoora                                     |
| Père Sea The Stars 2006                      | Cape Cross 1994                              | Park Appeal                                  | Balidaress                                   |
| Père Sea The Stars 2006                      | Urban Sea 1989                               | Miswaki                                      | Mr. Prospector                               |
| Père Sea The Stars 2006                      | Urban Sea 1989                               | Miswaki                                      | Hopespringseternal                           |
| Père Sea The Stars 2006                      | Urban Sea 1989                               | Allegretta                                   | Lombard                                      |
| Père Sea The Stars 2006                      | Urban Sea 1989                               | Allegretta                                   | Anatevka                                     |
| Mère Aghareed 2009                           | Kingmambo 1990                               | Mr. Prospector                               | Raise a Native                               |
| Mère Aghareed 2009                           | Kingmambo 1990                               | Mr. Prospector                               | Gold Digger                                  |
| Mère Aghareed 2009                           | Kingmambo 1990                               | Miesque                                      | Nureyev                                      |
| Mère Aghareed 2009                           | Kingmambo 1990                               | Miesque                                      | Pasadoble                                    |
| Mère Aghareed 2009                           | Lahudood 2003                                | Singspiel                                    | In The Wings                                 |
| Mère Aghareed 2009                           | Lahudood 2003                                | Singspiel                                    | Glorious Song                                |
| Mère Aghareed 2009                           | Lahudood 2003                                | Rahayeb                                      | Arazi                                        |
| Mère Aghareed 2009                           | Lahudood 2003                                | Rahayeb                                      | Bashayer (Famille 2-f)                       |